# Leucanthemum arundanum
Leucanthemum arundanum là một loài thực vật có hoa trong họ Cúc. Loài này được (Boiss.) Cuatrec. mô tả khoa học đầu tiên năm 1928.